# Aurora Chin
Aurora Chin (ur. 12 września 1958 w Petelea) – rumuńska łuczniczka, uczestniczka Letnich Igrzysk Olimpijskich w Moskwie w 1980.

## Igrzyska olimpijskie
Aurora Chin uczestniczyła w debiutanckim występie reprezentacji Rumunii w łucznictwie na Igrzyskach Olimpijskich. Zajęła 13. miejsce na 29 startujących zawodniczek w turnieju indywidualnym kobiet.